# Río Vrbas
El río Vrbas (en serbio cirílico: Врбас) es un importante río en el oeste de Bosnia y Herzegovina. Fluye a lo largo de 250 km, y la superficie de su cuenca es de unos 5.900 km². Hay varias centrales hidroeléctricas en su curso. 
Los mayores afluentes por la derecha del Vrbas son el Vrbanja y el Ugar, y por la izquierda el Semešnica y el Pliva.
Se trata de un afluente por la derecha del río Sava. La ciudad de Banja Luka, la capital de facto de la entidad política de la República Srpska, está situada en su orilla. 
En la historia antigua, fue la antigua frontera entre serbios y croatas. También dio nombre a una de las provincias (banovinas) del Reino de Yugoslavia, la Banovina del Vrbas. 
El ráfting en el Vrbas es una importante atracción turística local.